# Also sprach Zarathustra
Also sprach Zarathustra (česky Tak pravil Zarathustra) je symfonická báseň (opus 30) od Richarda Strausse, složená v roce 1896 na základě knihy Tak pravil Zarathustra Friedricha Nietzsche. Poprvé byla předvedena ve Frankfurtu pod taktovkou autorovou. Její úvodní část je jedna z nejznámějších hudebních pasáží, byla použita jako filmová hudba k filmu 2001: Vesmírná odysea a také k úvodní znělce seriálu Česká soda.

## Nástrojové obsazení
Dílo je napsáno pro orchestr, skládající se z pikoly, tří fléten, tří hobojů, anglického rohu, tří klarinetů (v As a Es), basklarinetu v B, tří fagotů, kontrafagotu, šesti lesních rohů v F, čtyř trubek v C, tří pozounů, dvou tub, tympánu, trianglu, velkého bubnu, činelů, zvonkohry, zvonu v „nízkém E“, varhan, dvou harf a obvyklé skupiny smyčcových nástrojů.

## Struktura
Dílo trvá asi půl hodiny, je rozděleno do devíti částí, které se hrají ve skupinách po třech. Části nesou tatáž jména jako kapitoly v Nietzschově knize (jejich český překlad v tomto článku je záměrně doslovný a nemusí se shodovat s českým překladem pojmenování kapitol románu):
1. Einleitung (Úvod)
2. Von den Hinterweltlern (O obyvatelích zásvětí)
3. Von der großen Sehnsucht (O velké touze)
4. Von den Freuden und Leidenschaften (O radostech a vášních)
5. Das Grablied (Pohřební píseň)
6. Von der Wissenschaft (O vědě)
7. Der Genesende (Uzdravující se)
8. Das Tanzlied (Taneční píseň)
9. Nachtwandlerlied (Píseň nočního poutníka)